# Ošklivka Katka
Ošklivka Katka é uma telenovela tcheca produzida e exibida pela Prima TV, cuja transmissão ocorreu em 2008. É uma adaptação da trama colombiana Yo soy Betty, la fea, escrita por Fernando Gaitán.

## Elenco
- Katarína Janečková - Katarína Bertoldová
- Lukáš Hejlík - Tomáš Meduna
- Václav Vydra - František Bertold
- Jana Boušková - Zuzana Bertoldová
- Michaela Horká - Marcela Konečná